# سیارک ۲۳۱۷
سیارک ۲۳۱۷ (به انگلیسی: 2317 Galya، نامگذاری:2524P-L) دو هزار و سیصد و هفدهمین سیارک کشف شده است که در ۲۴ سپتامبر ۱۹۶۰ کشف شد.
قدر مطلق سیارک برابر ۱۳٫۴۲ است.
دوران مداری در ۴ ژانویه ۲۰۱۰ اتفاق افتاد. در این دوره ۲۳۱۷، سیارک به مدت ۱۴۶۵ روز به دور خورشید در حال حرکت بود. محور مداری آن ۲٫۵۲ واحد نجومی و گریز از مرکز ۰٫۱۶ بود، بنابراین فاصله از خورشید به اندازه ۲٫۱۱ واحد و به اندازه ۲٫۹۴ واحد بود. شیب مداری ۱۷/۴ درجه و میانگین آنومالی ۷/۸۷ درجه بود.